# Розалия Палермская
Святая Розалия  (итал.  Santa Rosalia; родилась в 1130 году, умерла около 1166 года) — католическая святая, отшельница, покровительница города Палермо и всей Сицилии. Также почитается православными в Италии.

## Биография
Практически единственным источником о жизни святой является её средневековое житие. Согласно ему, Розалия родилась в 1130 году в богатой и благородной норманнской семье. Её отец лорд Синибальд был одним из прямых потомков Карла Великого. В возрасте 18 лет она была представлена ко двору Рожера II, однако Розалия, очень набожная девушка, приняла решение стать отшельником и поселилась в пещере на склоне горы возле Палермо. Предположительно в 1166 году (называются также даты 1160 и 1156) она скончалась.

## Почитание
В письменных источниках самое раннее упоминание о святой датируется 1590 годом, но уже в XIII веке существовали церкви, ей посвящённые.
В 1624 году Палермо угрожала эпидемия чумы. По преданию святая Розалия явилась в видении больной женщине, а позднее охотнику, которому указала место, где лежат её останки и велела перенести их в Палермо. Мощи святой были перенесены в городской собор, сопровождаемые торжественной процессией. После этого болезнь отступила от города.
Святая Розалия была провозглашена покровителем Палермо, над пещерой, где она по преданию жила и где были обнаружены её останки, был построен санктуарий.
Официально канонизирована святая Розалия была в 1630 году папой Урбаном VIII.
Память святой отмечается в Католической церкви 4 сентября (традиционная дата её смерти). Кроме того, на Сицилии существует местная традиция празднования 15 июля — дня переноса мощей святой Розалии. В Палермо в этот день проходит торжественная процессия по улицам города со статуей святой. После процессии проводится красочный фестиваль. Существует паломническая традиция, посвящённая святой Розалии — совершать паломничество босиком от Палермо до санктуария в бывшей пещере на Монте-Пеллегрино (название самой горы переводится как «Гора паломников»).